# Thu nhập thụ động
Thu nhập thụ động là thu nhập nhận được mà không cần sử dụng sức lao động của chính mình. Nó là nguồn thu nhập từ những tài sản của mình như bản quyền âm nhạc, tài sản sở hữu trí tuệ, bất động sản. Ở nhiều quốc gia thu nhập này thuộc diện ưu đãi về thuế, mức đánh thuế của thu nhập này thấp hơn nhiều các nguồn thu nhập khác như trúng thưởng, lương tháng, bán tài sản,...